# 道頓堀角座
座標: 北緯34度40分07秒 東経135度30分12秒 / 北緯34.6685度 東経135.5034度

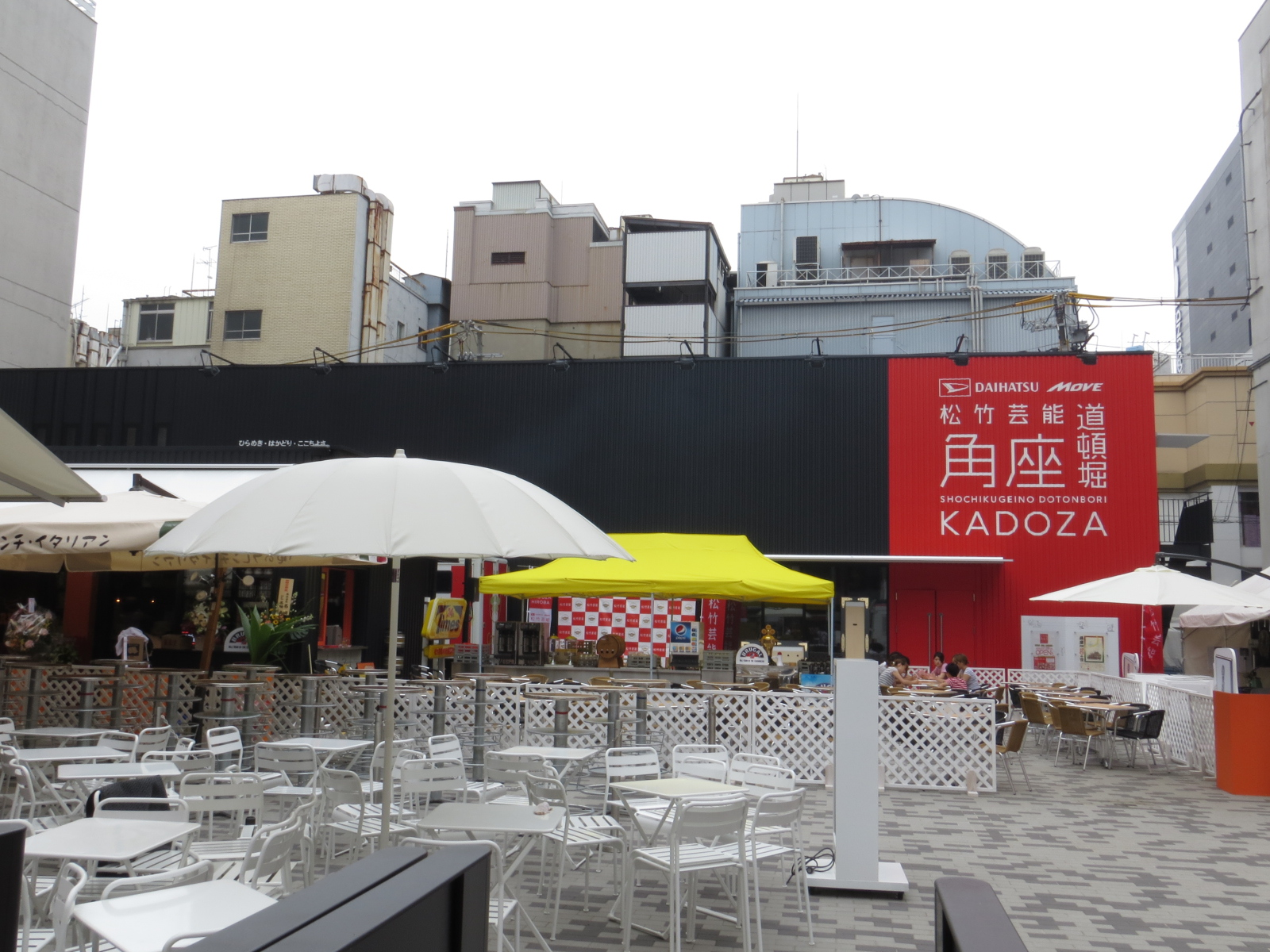
松竹芸能 DAIHATSU MOVE 道頓堀角座 （2013年7月）

道頓堀角座（どうとんぼりかどざ）は、かつて大阪市中央区の道頓堀にあった劇場、演芸場、映画館。
本項では、1652年（慶安5年 / 承応元年） から2007年（平成19年）まで存在した「道頓堀角座」と、2013年（平成25年）夏から2018年（平成30年）7月22日にあった「松竹芸能 DAIHATSU MOVE 道頓堀角座」（しょうちくげいのう ダイハツ・ムーヴ どうとんぼりかどざ、略称：MOVE角座）について記載する。

## 沿革
江戸時代は「角の芝居」とも呼ばれた主に歌舞伎の芝居小屋だった。1652年（慶安5年）大坂太左衛門芝居として幕府の公認を得る。道頓堀川にかかる太左衛門橋を渡った角にあるので角の芝居、角座と呼ばれるようになった。道頓堀は幕府公認の芝居小屋が全国で最も集中するまちで戎橋側から、竹本座、中座、角座、角丸座、豊竹座、竹田座を「六つ櫓(むつやぐら)」と言い（櫓は幕府公認の劇場の証し）、それらを収容人数で大芝居（おおしばい）、中ゥ芝居（ちゅうしばい）、浜芝居（はましばい）と大別されるうち、角座は大芝居であった。明治以降は、浪花座、中座、角座、朝日座、弁天座の5つの芝居小屋を「道頓堀五座」と呼んだ。
1758年（宝暦8年）並木正三により、古来歌舞伎上演で使われてきた能舞台風の芝居小屋から、破風や大臣柱などが取り払われるとともに、奈落を掘り込み歌舞伎の舞台転換に不可欠である廻り舞台が世界で初めて採用された。
1826年（文政9年）シーボルトが立ち寄り歌舞伎「妹背山婦女庭訓」を観覧。
1920年（大正9年）松竹の経営に移る。以降松竹系の演劇興行が行われたが、戦災で焼失。戦後、「SY角座」となり洋画専門の映画館として復興した。
1958年（昭和33年）、演芸プロダクションの新生プロダクション（勝忠男代表）と上方演芸（秋田實代表）は、それまで芸人を供給していた千日前の歌舞伎地下演芸場が4月一杯で閉鎖される事となったため、代替の出演場所を探して松竹を頼る事となった。松竹は角座を演芸場に改装の上5月に再開場、大規模な映画館の設定をそのまま生かして演芸場に転用した事で、従来の演芸場にはない1000席規模の「マンモス演芸場」が誕生した。さらに芸人供給元の新生・上方両社は松竹の出資を受けて合併、松竹新演芸（後の松竹芸能）が発足した。
演芸場となってからの角座は、引き続き松竹が経営し興行を行ってはいたが、実際の番組編成や芸人の配給等一切は松竹芸能が執り仕切っていた。このため、松竹芸能の盛衰と運命を共にする事となり、1960年代～1970年代は上方演芸の殿堂として隆盛を誇っていたが、1980年からの漫才ブームでは一転して吉本興業の花月劇場チェーンに水をあけられる結果となった。
この事態に対応すべく、表記を「KADOZA」と改め、場内の提灯を取り外して出演者も若手芸人に絞る（それまではかしまし娘など大ベテランのホームグラウンドだった）といったリニューアルを断行したが、結果は裏目に出てしまい客離れが加速。以降ジリ貧状態が続いた末1984年（昭和59年）に閉鎖される。
1986年（昭和61年）、飲食店を含めた複合ビルとして改築され、松竹系の映画館「角座1」「角座2」（当初「SY角座」「松竹角座」）として再開場。以降、映画興行を継続してきたが、なんばパークス（大阪難波の大阪スタヂアム跡地を南海電気鉄道が再開発した一大複合施設）に松竹がシネマコンプレックスを設ける事となったため、競合を避けるべく2007年（平成19年）4月18日をもって閉鎖され、劇場の歴史に一旦終止符を打った。

### 閉鎖後
なお、2004年（平成16年）1月1日より角座ビル地下一階の一部を松竹芸能が賃借して、「ライブスペースB1角座」として演芸場を復活させた。しかし、松竹本社が角座ビルそのものの土地建物を売却する方針を固めた事から、2008年（平成20年）5月31日の昼夜の興行を最後に「B1角座」は閉鎖された。
しかし、松竹芸能は2011年（平成23年）5月14日に、同社の東京での初の劇場として、新宿区の元・小劇場「THEATER/TOPS」跡に、「松竹芸能 新宿角座」をオープンし、所在地は大きく異なるものの、演芸の「角座」の名跡を復活させた。
続いて2013年（平成25年）7月28日、角座ビル跡地にダイハツ工業が命名権メインスポンサーとなった「松竹芸能 DAIHATSU MOVE 道頓堀角座」が開場した。座席数は全126席で、B1角座より幾分少なかった。

5年間限定の運用を想定していたため、建物については、建築費を徹底的に削減。本棟に演芸場と松竹芸能の本社を併設していたほか、俺のフレンチ・イタリアン等飲食店が入居する別棟と、イベントスペースを兼ねた「角座広場」を備えていた。ちなみに、上記の事情から本棟には演芸場の受付を設けていなかった。

2018年（平成30年）、定期借地契約期間満了のため7月末で閉館した。代替劇場については当初設置計画はあるが具体的な時期については未定とされ、松竹芸能本社は同区内の北久宝寺二丁目へ移転し、劇場は当面他劇場を間借りして興行を行う方針を示していた。
同年11月19日、松竹芸能は道頓堀より北に位置する東心斎橋一丁目所在の鰻谷スクエア地下1階を賃借し、「DAIHATSU 心斎橋角座」を2019年（平成31年）1月1日に開場することを発表した。賃借期間は10年間で、客席数は120席。定期的な寄席興行は行わず新宿角座と同様の運用形態となる。またOSK日本歌劇団のレビューやユーチューバーのライブも催されると発表された。

## 演芸場（1958-1984）
- 提灯をトレードマークにしており、「演芸の角座」「日本一の角座」をキャッチフレーズにしていた。演芸ブーム（1950 - 60年代）までは吉本興業の花月劇場チェーンよりも集客で勝っていた。
- 番組は上席（1 - 10日）・中席（11 - 20日）・下席（21 - 30日）と10日ごとに替わり、1日2回公演が原則。入れ替え制は採らなかった。また、テレビ番組の収録もあった。（後述）
- 舞台は檜の板張りで、出演者は靴を脱いで舞台に上がっていた。背景は花月劇場チェーンと同様に書き割りであったが、落語の場合は書き割りが入れ替わり、寄席の雰囲気を醸し出した専用の書き割りになっていた。
- 出演者を示す「めくり」は新宿末廣亭や花月劇場チェーンと同様にフリップ形式を採っていたが、新宿末廣亭や花月劇場チェーンが紙芝居と同様に一枚ずつめくる形式であるのに対し、角座や神戸松竹座はフリップを裏返すどんでん返し形式であった。ただし、東京の寄席とは異なり花月劇場チェーンと同様に上手に配置され、書体も明朝体（花月劇場チェーンはゴシック体）であった。
- 基本的に漫才を主体に落語数本と諸芸が入った番組構成であったが、花月劇場チェーンの吉本新喜劇と同様に、トリに軽演劇（松竹爆笑劇や松竹とんぼり座、松竹新喜楽座など）を上演していた時期があった。
- 毎年11月上席には「松竹名人会」と銘打った一級の芸人たちによる特選番組が催された。

### 主な出演者
開場から全盛期の頃の出演者

#### 漫才
- 中田ダイマル・ラケット
- 夢路いとし・喜味こいし
- ミスワカサ・島ひろし
- 海原お浜・小浜
- 平和ラッパ・日佐丸
- 若井はんじ・けんじ
- 上方柳次・柳太
- 正司敏江・玲児
- 鳳啓助・京唄子
- 暁伸・ミスハワイ
- もろ多玉枝・広多成三郎
- 五條家菊二・松枝
- 桜川末子・松鶴家千代八
- 松葉家奴・松葉家喜久奴
- 芦乃家雁玉・林田十郎
- 都家文雄・荒川歌江
- 三人奴
- 砂川捨丸・中村春代
- 花菱〆吉・花柳貞奴
- 秋田Aスケ・Bスケ
- 香島ラッキー・ヤシロセブン
- 東五九童・松葉蝶子
- 三遊亭小円・木村栄子
- 三遊亭柳枝・南喜代子
- 秋山右楽・左楽
- 勝浦きよし・さよこ
- 荒川キヨシ・小唄志津子
- レツゴー三匹
- 青芝フック・キック
- トリオ・ザ・ミミック
- 若井ぼん・はやと
- はな寛太・いま寛大
- 内海カッパ・今宮エビス
- 浮世亭三吾・十吾
- 北京一・京二
- 浮世亭ジョージ・ケンジ
- 酒井くにお・とおる
- 横山たかし・ひろし
- パート2
- 鳳キング・ポーカー
- 青芝金太・紋太
- 春やすこ・けいこ
- アタックボーン
- 司節子・敦子
- 平和すすむ・まもる
- 島ぽん太・砂川きん児
- フレッシュ太郎・次郎
- 南夕やけ・北小やけ
- スカイせつ子・けん児
- 渚ミキ・ミワ
- Wさくらんぼ
- ミヤ蝶美・蝶子
- ミヤ蝶代・花代
- ツービート（東京から来演）
- おぼん・こぼん（東京から来演）

他多数

#### 落語
- 6代目笑福亭松鶴（松鶴一門）
- 3代目桂春団治（春団治一門）
- 3代目桂米朝
- 桂小春団治（のちの2代目露の五郎兵衛）
- 2代目桂枝雀

他
東京から8代目桂文楽、6代目春風亭柳橋、2代目桂小文治、4代目柳亭痴楽、古今亭志ん朝等が出演。特に4代目痴楽は出演が多かった。

#### 音楽ショウ
- かしまし娘
- あひる艦隊
- 宮川左近ショー
- ちゃっきり娘
- フラワーショウ
- ジョウサンズ
- ザ・ドリーム
- 横山ホットブラザーズ
- 若葉トリオ
- ミュージカルぼーいず（東京から来演）
- 尾崎れい子（歌謡ショウ）

#### 漫談
- 吾妻ひな子
- 花月亭九里丸
- トニー谷

#### 奇術
- 一陽斎正一
- ゼンジー北京

#### 曲芸
- 宝家和楽・和喜美
- ザ・ラッキー
- 三増紋也（曲独楽）

#### 軽演劇
- 松竹爆笑劇　三遊亭柳枝ほか
- 松竹とんぼり座　笑福亭松之助ほか
- 松竹新喜楽座　博多淡海ほか

### テレビ・ラジオ収録
ABCテレビが優先中継権を持っており、場内の提灯も提供していた。
- 道頓堀アワー（ABC） 中座の舞台中継と交互で放送
- 夕焼け笑劇場（ABC） 火曜日担当
- 東西お笑い劇場（ABCラジオ） 歌謡曲ぶっつけ本番内のコーナー
- 初笑い東西寄席（NHK） 閉館後は浪花座、B1角座、通天閣劇場TENGEKIと中継地が変わったが、2014年から再び中継地に戻る。
- 森脇お笑い動物園（関西テレビネット配信番組）
- 角座演芸アワー〜道頓堀から生放送!〜（ラジオ関西）
- 大爆笑!ラジ関寄席（ラジオ関西）

## 映画館（1986-2007）

### 角座1
- 定員488席。常にヒット予想の高い洋画を多く上映。1994年に大阪松竹座が改築のため閉鎖して以降は丸の内ルーブル系の作品を主に上映していた。
  - 主な上映作：「A.I.」「ハリー・ポッターシリーズ」「オーシャンズ11」「マトリックス・リローデッド」「マトリックス・レボリューションズ」「トロイ」「蒼き狼 地果て海尽きるまで」他

### 角座2
- 定員401席。特に丸の内プラゼールや丸の内ピカデリー2で上映される作品を多く上映していた。
  - 主な上映作：「男はつらいよ」シリーズ（第37作「幸福の青い鳥」から最終作「寅次郎紅の花」まで）、劇場版「必殺シリーズ」（第3作「裏か表か」から最終作「三味線屋・勇次」まで、「始末人」は除く）、「釣りバカ日誌」シリーズ（第19作「あとは能登なれハマとなれ!」まで）、「バカヤロー!」シリーズ（全4作）、「学校」4部作
「座頭市（1989）」「シュート!」「忠臣蔵外伝 四谷怪談」「御法度」「ダンサー・イン・ザ・ダーク」「たそがれ清兵衛」「壬生義士伝」「座頭市（2003）」「天国の本屋～恋火」「隠し剣 鬼の爪」「SHINOBI」「SAYURI」「ミュンヘン」「子ぎつねヘレン」「東京タワー ～オカンとボクと、時々、オトン～」他

※　座席数はすべて閉館時のもの。